# Tendral de Valencia (pera)
Tendral de Valencia, es el nombre de una variedad cultivar de pera europea Pyrus communis. Esta pera está cultivada en la colección de la Estación Experimental Aula Dei (Zaragoza). Esta pera también está cultivada en diversos viveros entre ellos algunos dedicados a conservación de árboles frutales en peligro de desaparición. Esta pera variedad muy antigua es originaria de España, en Segorbe Castellón de La Plana (comunidad autónoma de la Comunidad Valenciana), aunque también se menciona en  Albacete, Alicante, Badajoz, Barcelona, Córdoba, León, Lérida, Logroño, Madrid, Orense, Oviedo, Pontevedra, Teruel, Toledo, Valencia y Zaragoza, tuvo su mejor época de cultivo comercial antes de la década de 1960, y actualmente en menor medida aún se encuentra.

## Sinonimia
- "Tendral de Segorbe",
- "Segorbino".[1]

## Historia
En España 'Tendral de Valencia' está considerada incluida en las variedades locales autóctonas muy antiguas, cuyo cultivo se centraba en comarcas muy definidas. Se caracterizaban por su buena adaptación a sus ecosistemas y podrían tener interés genético en virtud de su adaptación. Se encontraban diseminadas por todas las regiones fruteras españolas, aunque eran especialmente frecuentes en la España húmeda. Estas se podían clasificar en dos subgrupos: de mesa y de cocina (aunque algunas tenían aptitud mixta).
'Tendral de Valencia' es una variedad clasificada como de mesa, se utiliza también en la cocina, difundido su cultivo en el pasado por los viveros comerciales y cuyo cultivo en la actualidad se ha reducido a huertos familiares y jardines privados.

## Características
El peral de la variedad 'Tendral de Valencia' tiene un vigor medio; florece a finales de abril; tubo del cáliz pequeño, en embudo con conducto muy corto.
La variedad de pera 'Tendral de Valencia' tiene un fruto de tamaño pequeño; forma piriforme o piriforme alargada, cuello acentuado, más o menos asimétrica, y contorno redondeado irregular; piel lisa y brillante; color de fondo verde amarillento o amarillo crema con chapa más o menos extensa, levemente sonrosada o carmín vivo, exhibe un punteado abundante con aureola bastante perceptible, verdosa sobre el fondo y carmín sobre la chapa, "russeting" (pardeamiento áspero superficial que presentan algunas variedades) débil; pedúnculo de longitud media, fino, ligeramente engrosado en su extremo superior, ligeramente curvo y retorcido, implantado ligeramente oblicuo y ladeado; cavidad peduncular nula o formada por un pequeño repliegue en la base del pedúnculo; cavidad calicina anchura media, casi superficial o poco profunda, con el borde ondulado, a veces ligeramente acostillado; ojo pequeño o medio, cerrado o semi-cerrado; sépalos triangulares muy grandes, convergentes con las puntas rizadas, en algunas ocasiones extendidos, con frecuencia las puntas partidas.
Carne de color blanco; textura de tipo firme, crujiente, jugosa; sabor dulce, agradable, refrescante, bueno; corazón largo y estrecho, fusiforme. Eje abierto, amplio, ligeramente lanoso. Celdillas de tamaño medio, situadas muy altas, a veces ligeramente comunicadas con el eje. Semillas de tamaño pequeñas, alargadas, ligeramente abombadas, puntiagudas, con iniciación de espolón, de color castaño rojizo claro.
La pera 'Tendral de Valencia' tiene una maduración durante la tercera decena de julio a primera de agosto (en E. E. Aula Dei de Zaragoza). Aguanta en buenas condiciones un mes de almacenamiento en un ambiente refrigerado. Se usa como pera de mesa fresca.